# IC 359
IC 359 је елиптична галаксија у сазвјежђу Бик која се налази на листи објеката дубоког неба у Индекс каталогу.
Деклинација објекта је + 27° 42' 11" а ректасцензија 4h 12m 28,4s. Привидна величина (магнитуда) објекта IC 359 износи 14,3 а фотографска магнитуда 15,3. IC 359 је још познат и под ознакама UGC 2980, MCG 5-10-9, CGCG 508-8, PGC 14653.